# Everything and More
Everything and More é o sétimo álbum de estúdio da cantora canadense Michelle Wright, sendo lançado em 4 de julho de 2006 pela Icon Records. O álbum incluia os singles "Everything and More", "Love Me Anyway" e "I've Forgotten You".

## Faixas
1. "Everything and More" (Patricia Conroy, Gerald O'Brien, Michelle Wright) - 3:29
2. "Dance in the Boat" (Craig Bickhardt, Tony Haselden) - 3:04
3. "Riding Around the Sun" (Sunny Russ) - 2:54
4. "I Don't Wanna Be That Strong" (Haselden, Tim Mensy) - 3:33
5. "In the Blink of an Eye" (Conroy, O'Brien, Wright) - 3:51
6. "I've Forgotten You" (Angelo, Brett James, Hillary Lindsey, Troy Verges) - 3:48
7. "Love Me Anyway" (Sarah Majors) - 3:53
8. "Something Wild" (Michael Dulaney, Maia Sharp) - 3:56
9. "You Can't Lose Them All" (Kim Richey, Sharp, Paul Thorn) - 3:15
10. "My Give a Damn's Busted" (Joe Diffie, Tony Martin, Tom Shapiro) - 3:08
11. "Like an Angel" (Pat Buchanan, David Leone) - 3:32
12. "Voodoo" (George Caddisy, George Ducas, Johnny Gilchrist) – 3:09